# Sergio Ruiz
Sergio Ruiz (ur. 21 października 1989) – hiszpański lekkoatleta specjalizujący się w biegach sprinterskich.
W 2013 zdobył brąz na igrzyskach śródziemnomorskich w Mersin. Medalista mistrzostw Hiszpanii oraz reprezentant kraju na drużynowych mistrzostwach Europy.

## Osiągnięcia
| Rok  | Impreza                                 | Miejsce    | Konkurencja             | Lokata     | Wynik  |
| ---- | --------------------------------------- | ---------- | ----------------------- | ---------- | ------ |
| 2009 | Młodzieżowe mistrzostwa Europy          | Kowno      | sztafeta 4 × 100 metrów | eliminacje | 40,67  |
| 2011 | Młodzieżowe mistrzostwa Europy          | Ostrawa    | bieg na 200 metrów      | eliminacje | 21,52  |
| 2013 | Superliga drużynowych mistrzostw Europy | Gateshead  | bieg na 200 metrów      | 6. miejsce | 20,79w |
| 2013 | Superliga drużynowych mistrzostw Europy | Gateshead  | sztafeta 4 × 100 metrów | 8. miejsce | 39,28  |
| 2013 | Igrzyska śródziemnomorskie              | Mersin     | bieg na 200 metrów      | 3. miejsce | 20,74  |
| 2013 | Mistrzostwa świata                      | Moskwa     | bieg na 200 metrów      | eliminacje | 20,88  |
| 2013 | Mistrzostwa świata                      | Moskwa     | sztafeta 4 × 100 metrów | eliminacje | 38,46  |
| 2014 | Mistrzostwa Europy                      | Zurych     | bieg na 200 metrów      | półfinał   | 20,85  |
| 2014 | Mistrzostwa Europy                      | Zurych     | sztafeta 4 × 100 metrów | eliminacje | DNF    |
| 2015 | Superliga drużynowych mistrzostw Europy | Czeboksary | sztafeta 4 × 100 metrów | 9. miejsce | 39,40  |

## Rekordy życiowe
- bieg na 60 metrów (hala) – 6,78 (25 stycznia 2015, Walencja i 7 lutego 2015, Saragossa)
- bieg na 100 metrów – 10,41 (210 lipca 2013, Barcelona)
- bieg na 200 metrów – 20,51 (12 czerwca 2013, Salamanka) były rekord Hiszpanii

18 sierpnia 2013 hiszpańska sztafeta 4 × 100 metrów w składzie Eduard Viles, Ruiz, Bruno Hortelano i Ángel David Rodríguez ustanowiła aktualny rekord kraju w tej konkurencji (38,46).